# Südostdeutsche Badmintonmeisterschaft
Südostdeutsche Badmintonmeisterschaften werden seit der Saison 1991/1992 ausgetragen. Sie stellen die zweithöchste Meisterschaftsebene im Badminton in Deutschland dar und sind die direkte Qualifikation für die deutschen Meisterschaften. Mit der deutschen Wiedervereinigung lösten die Titelkämpfe die seit der Saison 1961/1962 bestehenden Süddeutschen Badmintonmeisterschaften ab. Geographisch umfasst die Meisterschaft die Bundesländer Bayern, Baden-Württemberg und Sachsen.

## Titelträger
| Saison    | Herreneinzel                                    | Dameneinzel                                 | Herrendoppel                                                                           | Damendoppel                                                                              | Mixed                                                                                                 |
| --------- | ----------------------------------------------- | ------------------------------------------- | -------------------------------------------------------------------------------------- | ---------------------------------------------------------------------------------------- | --- |
| 1991/1992 | Markus Keck (SV Fortuna Regensburg)             | Anne-Katrin Seid (SV Fortuna Regensburg)    | Michael Keck (SV Fortuna Regensburg) Klaus Treitinger (SV Fortuna Regensburg)          | Anne-Katrin Seid (SV Fortuna Regensburg) Stefanie Müller (TSV 1861 Zirndorf)             | Michael Keck (SV Fortuna Regensburg) Anne-Katrin Seid (SV Fortuna Regensburg)                         |
| 1992/1993 | Roland Dorner (BSG Neckarau/Wiesloch)           | Silke Möller (BSG Neckarau/Wiesloch)        | Steffen Weber (BSG Neckarau/Wiesloch) Roland Dorner (BSG Neckarau/Wiesloch)            | Anette Hilt (VfB Friedrichshafen) Bettina Mayer SG Schorndorf (VfB Friedrichshafen)      | Frank Weber (SV Fortuna Regensburg) Susanne Hartmann (SV Fortuna Regensburg)                          |
| 1993/1994 | Steffen Weber (BSG Neckarau/Wiesloch)           | Stefanie Müller (TSV Neuhausen-Nymphenburg) | Jürgen Schmitz (TSV Neuhausen-Nymphenburg) Harald Rahn (TSV Neuhausen-Nymphenburg)     | Anne-Katrin Seid (SV Fortuna Regensburg) Stefanie Müller (TSV Neuhausen-Nymphenburg)     | Frank Weber (SV Fortuna Regensburg) Anne-Katrin Seid (SV Fortuna Regensburg)                          |
| 1994/1995 | Klaus Treitinger (SV Fortuna Regensburg)        | Claudia Vogelgsang (VfB Friedrichshafen)    | Klaus Treitinger (SV Fortuna Regensburg) Björn Siegemund (SV Fortuna Regensburg)       | Anne-Katrin Seid (SV Fortuna Regensburg) Stefanie Westermann (SV Fortuna Regensburg)     | Klaus Treitinger (SV Fortuna Regensburg) Anne-Katrin Seid (SV Fortuna Regensburg)                     |
| 1995/1996 | Roland Dorner (TV Mannheim-Neckarau)            | Claudia Vogelgsang (VfB Friedrichshafen)    | Roland Dorner (TV Mannheim-Neckarau) Michael Pongratz (VfB Friedrichshafen)            | Anne-Katrin Seid (SV Fortuna Regensburg) Elke Cramer (SG Schorndorf)                     | Jochen Zepmeisel (TSV Neuhausen-Nymphenburg) Tanja Spahr (TSV Neuhausen-Nymphenburg)                  |
| 1996/1997 | Rehan Khan (VfB Friedrichshafen)                | Stefanie Müller (SV Fortuna Regensburg)     | Rehan Khan (VfB Friedrichshafen) Wolf-Dieter Baier (VfB Friedrichshafen)               | Claudia Vogelgsang (VfB Friedrichshafen) Sabine Huber (SG Hemsbach)                      | Michael Pongratz (VfB Friedrichshafen) Anne-Katrin Seid (SSV Ulm 1846)                                |
| 1997/1998 | Michael Helber (SV Fortuna Regensburg)          | Stefanie Müller (SV Fortuna Regensburg)     | Michael Helber (SV Fortuna Regensburg) Björn Siegemund (SV Fortuna Regensburg)         | Stefanie Müller (SV Fortuna Regensburg) Nicol Pitro (SV Fortuna Regensburg)              | Björn Siegemund (SV Fortuna Regensburg) Nicol Pitro (SV Fortuna Regensburg)                           |
| 1998/1999 | Roman Spitko (TSV Neuhausen-Nymphenburg)        | Claudia Vogelgsang (VfB Friedrichshafen)    | Roman Spitko (TSV Neuhausen-Nymphenburg) Konstantin Dubs (TSV Neuhausen-Nymphenburg)   | Stefanie Müller (SV Fortuna Regensburg) Nicol Pitro (SV Fortuna Regensburg)              | Roman Spitko (TSV Neuhausen-Nymphenburg) Heike Stohlmann (SG Schorndorf)                              |
| 1999/2000 | Roman Spitko (TSV Neuhausen-Nymphenburg)        | Stefanie Müller (SV Fortuna Regensburg)     | Roman Spitko (TSV Neuhausen-Nymphenburg) Konstantin Dubs (TSV Neuhausen-Nymphenburg)   | Stefanie Müller (SV Fortuna Regensburg) Claudia Vogelgsang (VfB Friedrichshafen)         | Wolf-Dieter Baier (VfB Friedrichshafen) Corina Herrle (TSV Neuhausen-Nymphenburg)                     |
| 2000/2001 | Roman Spitko (TSV Neuhausen-Nymphenburg)        | Stefanie Müller (SV Fortuna Regensburg)     | Roman Spitko (TSV Neuhausen-Nymphenburg) Konstantin Dubs (TSV Neuhausen-Nymphenburg)   | Jessica Willems (TSV Neuhausen-Nymphenburg) Claudia Vogelgsang (VfB Friedrichshafen)     | Roman Spitko (TSV Neuhausen-Nymphenburg) Jessica Willems (TSV Neuhausen-Nymphenburg)                  |
| 2001/2002 | Felix Hoffmann (TSV Neuhausen-Nymphenburg)      | Claudia Vogelgsang (VfB Friedrichshafen)    | Roman Spitko (TSV Neuhausen-Nymphenburg) Björn Wippich (SG Robur Zittau)               | Bettina Mayer (VfB Friedrichshafen) Claudia Vogelgsang (VfB Friedrichshafen)             | Konstantin Dubs (TSV Neuhausen-Nymphenburg) Jessica Willems (TSV Neuhausen-Nymphenburg)               |
| 2002/2003 | Michael Fuchs (VfB Friedrichshafen)             | Claudia Vogelgsang (VfB Friedrichshafen)    | Roman Spitko (TSV Neuhausen-Nymphenburg) Björn Wippich (SG Robur Zittau)               | Claudia Vogelgsang (VfB Friedrichshafen) Natalie Tropf (Fortuna Schwetzingen)            | Michael Fuchs (VfB Friedrichshafen) Claudia Vogelgsang (VfB Friedrichshafen)                          |
| 2003/2004 | Felix Hoffmann (TSV Neuhausen-Nymphenburg)      | Claudia Vogelgsang (VfB Friedrichshafen)    | Thimm Spitzer (SV Fortuna Regensburg) Sebastian Strödke (TSV Neubiberg-Ottobrunn)      | Claudia Vogelgsang (VfB Friedrichshafen) Jessica Willems (TSV Neuhausen-Nymphenburg)     | Konstantin Dubs (TSV Neuhausen-Nymphenburg) Jessica Willems (TSV Neuhausen-Nymphenburg)               |
| 2004/2005 | Felix Hoffmann (TSV Neuhausen-Nymphenburg)      | Claudia Vogelgsang (VfB Friedrichshafen)    | Konstantin Dubs (TSV Neuhausen-Nymphenburg) Felix Hoffmann (TSV Neuhausen-Nymphenburg) | Sabine Huber (SSV Waghäusel) Claudia Vogelgsang (VfB Friedrichshafen)                    | Konstantin Dubs (TSV Neuhausen-Nymphenburg) Jessica Willems (TSV Neuhausen-Nymphenburg)               |
| 2005/2006 | Björn Wippich (SG Robur Zittau)                 | Claudia Vogelgsang (VfB Friedrichshafen)    | Peter Käsbauer (PTSV Rosenheim) Oliver Roth (PTSV Rosenheim)                           | Julia Suchan (SV Fortuna Regensburg) Tamara Teuber (TSG Augsburg 85)                     | Hannes Käsbauer (PTSV Rosenheim) Tamara Teuber (TSG Augsburg 85)                                      |
| 2006/2007 | Oliver Roth (PTSV Rosenheim)                    | Claudia Vogelgsang (VfB Friedrichshafen)    | Peter Käsbauer (PTSV Rosenheim) Oliver Roth (PTSV Rosenheim)                           | Birgit Schönharting (VfB Friedrichshafen) Claudia Vogelgsang (VfB Friedrichshafen)       | Hannes Käsbauer (PTSV Rosenheim) Tamara Teuber (TSG Augsburg 85)                                      |
| 2007/2008 | Oliver Roth (PTSV Rosenheim)                    | Claudia Vogelgsang (VfB Friedrichshafen)    | Peter Käsbauer (PTSV Rosenheim) Oliver Roth (PTSV Rosenheim)                           | Kerstin Wagner (VfB Friedrichshafen) Claudia Vogelgsang (VfB Friedrichshafen)            | Peter Käsbauer (PTSV Rosenheim) Isabel Herttrich (TSV Lauf)                                           |
| 2008/2009 | Hannes Käsbauer (PTSV Rosenheim)                | Claudia Vogelgsang (VfB Friedrichshafen)    | Konstantin Dubs (TSV Neuhausen-Nymphenburg) Thomas Nirschl (TSV Neuhausen-Nymphenburg) | Stefanie Müller (TSV Röttenbach) Claudia Vogelgsang (VfB Friedrichshafen)                | Hannes Käsbauer (PTSV Rosenheim) Tamara Teuber (TSG Augsburg 85)                                      |
| 2009/2010 | Lucas Bednorsch (SG Schorndorf)                 | Claudia Vogelgsang (VfB Friedrichshafen)    | Lucas Bednorsch (SG Schorndorf) Manuel Heumann (PTSV Rosenheim)                        | Tamara Teuber (PTSV Rosenheim) Claudia Vogelgsang (VfB Friedrichshafen)                  | Sebastian Strödke (TSV Neubiberg-Ottobrunn) Edeltraud Vonmetz (TSG Söflingen)                         |
| 2010/2011 | Sebastian Strödke (TSV Neubiberg-Ottobrunn)     | Claudia Vogelgsang (BC Viernheim)           | Lucas Bednorsch (SG Schorndorf) Benjamin Wahl (SG Schorndorf)                          | Kerstin Wagner (SG Schorndorf) Claudia Vogelgsang (BC Viernheim)                         | Benjamin Wahl (SG Schorndorf) Kerstin Wagner (SG Schorndorf)                                          |
| 2011/2012 | Tobias Wadenka (TSV Neuhausen-Nymphenburg)      | Claudia Vogelgsang (VfB Friedrichshafen)    | Michael Hauber (TSV Neubiberg-Ottobrunn) Benjamin Placzek (TSV Neubiberg-Ottobrunn)    | Nicol Bittner (PTSV Rosenheim) Claudia Vogelgsang (VfB Friedrichshafen)                  | Tobias Wadenka (TSV Neuhausen-Nymphenburg) Amelie Oliwa (TSV Neuhausen-Nymphenburg)                   |
| 2012/2013 | Tobias Wadenka (TSV Neuhausen-Nymphenburg)      | Nicole Bartsch (SG Robur Zittau)            | Hannes Käsbauer (PTSV Rosenheim) Peter Käsbauer (PTSV Rosenheim)                       | Isabel Herttrich (PTSV Rosenheim) Julia Kunkel (PTSV Rosenheim)                          | Peter Käsbauer (PTSV Rosenheim) Isabel Herttrich (PTSV Rosenheim)                                     |
| 2013/2014 | Philipp Discher (SG Schorndorf)                 | Claudia Vogelgsang (VfB Friedrichshafen)    | Tobias Wadenka (TSV Neuhausen-Nymphenburg) Manuel Heumann (TSV Neuhausen-Nymphenburg)  | Claudia Vogelgsang (VfB Friedrichshafen) Kerstin Wagner (SG Schorndorf)                  | Tobias Güttinger (TV Dillingen) Amelie Oliwa (TSV Neuhausen-Nymphenburg)                              |
| 2014/2015 | Lucas Bednorsch (TSV Neuhausen-Nymphenburg)     | Brid Stepper (TV 1884 Marktheidenfeld)      | Lucas Bednorsch (TSV Neuhausen-Nymphenburg) Patrick Beier (TSV Neuhausen-Nymphenburg)  | Nadine Kuhnert (SG Schorndorf) Kerstin Wagner (SG Schorndorf)                            | David Kramer (SG Schorndorf) Nadine Kuhnert (SG Schorndorf)                                           |
| 2015/2016 | Lucas Bednorsch (TSV Neuhausen-Nymphenburg)     | Annabella Jäger (TSV 1906 Freystadt)        | Benjamin Placzek (TSV Neubiberg-Ottobrunn) Gregory Schneider (TSV Neubiberg-Ottobrunn) | Nathalie Grittner (VfB Friedrichshafen) Janina Schumacher (VfB Friedrichshafen)          | Lucas Böhnisch (TSV Neubiberg-Ottobrunn) Helena Storch (TSV Neubiberg-Ottobrunn)                      |
| 2016/2017 | Tobias Wadenka (TSV Neuhausen-Nymphenburg)      | Miranda Wilson (SG Schorndorf)              | Florian Berchtenbreiter (TV Dillingen) Tobias Wadenka (TSV Neuhausen-Nymphenburg)      | Paloma Wich (VfB Friedrichshafen) Janina Schumacher (BC Offenburg)                       | Tobias Wadenka (TSV Neuhausen-Nymphenburg) Vanessa Seele (ESV Flügelrad Nürnberg)                     |
| 2017/2018 | David Kramer (SG Schorndorf)                    | Brid Stepper (TV 1884 Marktheidenfeld)      | Alan Erben (SG Schorndorf) Lucas Böhnisch (TSV Neubiberg-Ottobrunn)                    | Laura Adam (HSG DHfK Leipzig) Julia Kunkel (TSV 1906 Freystadt)                          | Lucas Böhnisch (TSV Neubiberg-Ottobrunn) Julia Kunkel (TSV 1906 Freystadt)                            |
| 2018/2019 | Tobias Güttinger (TV Dillingen)                 | Brid Stepper (TV 1884 Marktheidenfeld)      | Jonas Burger (BC Offenburg) Lukas Burger (BC Offenburg)                                | Annika Oliwa (TV Dillingen) Julia Kunkel (TSV 1906 Freystadt)                            | Gregory Schneider (TSV Neubiberg-Ottobrunn) Nicole Schnurrer (TSV Neubiberg-Ottobrunn)                |
| 2019/2020 | Tim Specht (TV 1884 Marktheidenfeld)            | Brid Stepper (TV 1884 Marktheidenfeld)      | Oliver Roth (TSV 1906 Freystadt) Tobias Wadenka (TSV Neubiberg-Ottobrunn)              | Pia Becher (TSV Neubiberg-Ottobrunn) Helena Storch (TSV Neubiberg-Ottobrunn)             | Fabian Hippold (TV 1884 Marktheidenfeld) Janina Schumacher (TV 1884 Marktheidenfeld)                  |
| 2020/2021 | Kilian Ming-Zhe Maurer (ESV Flügelrad Nürnberg) | Antonia Schaller (TuS Geretsried)           | Tim Specht (TV 1884 Marktheidenfeld) Tobias Wadenka (TSV Neubiberg-Ottobrunn)          | Senja Töpfer (BC Offenburg) Kerstin Wagner (SG Schorndorf)                               | Fabian Schlenga (BSV Eggenstein-Leopoldshafen) Elisa Herzig de Almeida (BSV Eggenstein-Leopoldshafen) |
| 2021/2022 | Justin Seibel (TSV Neuhausen-Nymphenburg)       | Ella Neve (ESV Flügelrad Nürnberg)          | Jonas Burger (BC Offenburg) Lukas Burger (BC Offenburg)                                | Pia Becher (TSV Neuhausen-Nymphenburg) Paula Kick (TuS Geretsried)                       | Tobias Wadenka (TSV Neuhausen-Nymphenburg) Katharina Rudert (TSV 1906 Freystadt)                      |
| 2022/2023 | Justin Seibel (TSV Neuhausen-Nymphenburg)       | Janina Schumacher (PTSV Konstanz)           | Johannes Grieser (BC Offenburg) Sebastian Grieser (BC Offenburg)                       | Elisa Herzig de Almeida (BSV Eggenstein-Leopoldshafen) Janina Schumacher (PTSV Konstanz) | Tobias Wadenka (TSV Neuhausen-Nymphenburg) Ella Neve (TSV 1906 Freystadt)                             |
| 2023/2024 | Justin Seibel (TSV Neuhausen-Nymphenburg)       | Lena Reder (BC Offenburg)                   | Jonas Burger (BC Offenburg) Lukas Burger (BC Offenburg)                                | Lena Reder (BC Offenburg) Ramona Zimmermann (SG Schorndorf)                              | Alan Erben (SG Schorndorf) Janina Schumacher (TV 1884 Marktheidenfeld)                                |
| 2024/2025 | Justin Seibel (TSV Neuhausen-Nymphenburg)       | Ella Neve (TSV 1906 Freystadt)              | Tobias Wadenka (TSV Neuhausen-Nymphenburg) Justin Seibel (TSV Neuhausen-Nymphenburg)   | Lena Reder (BC Offenburg) Janina Schumacher (TV 1884 Marktheidenfeld)                    | Alan Erben (SG Schorndorf) Janina Schumacher (TV 1884 Marktheidenfeld)                                |